# Bytom Odrzański
Pour les articles homonymes, voir Bytom Odrzański.
Bytom Odrzański (prononciation : [ˈbɨtɔm ɔˈdʐaɲskʲi]) est une ville située dans la partie occidentale de la Pologne.
Elle est le siège administratif (chef-lieu) de la gmina appelée Bytom Odrzański.
Lors du recensement de 2004, la cité compte 4 365 habitants pour une superficie de 10 kilomètres carrés.

## Architecture
La ville possède un patrimoine architectural composé d'hôtels particuliers des XVIIe et XVIIIe siècles. L'église Saint-Jérôme est le principal sanctuaire de la ville : héritage du Moyen Âge, il s'agit d'un édifice gothique à nef unique. Un monument à la mémoire du pape Jean-Paul II a été érigé peu après son décès.

## Histoire
En 1793, la ville est annexée par le Royaume de Prusse et en 1815 incorporée dans le Grand-duché de Posen sous le nom de Beuthen-sur-l'Oder (voir Évolution territoriale de la Pologne). De 1816 à 1932, Beuthen-sur-l'Oder fait partie de l'arrondissement de Freystadt-en-Basse-Silésie dans le district de Liegnitz au sein de la province de Silésie.
Après la Seconde Guerre mondiale, avec la mise en œuvre de la ligne Oder-Neisse, la ville intègre la République populaire de Pologne (voir Évolution territoriale de la Pologne).
De 1975 à 1998, la ville appartenait administrativement à la voïvodie de Zielona Góra.

Depuis 1999, elle appartient administrativement à la voïvodie de Lubusz.

## Personnalités liées à la ville
- Martin Opitz (1597–1639), a participé à la salle de sport à Bytom en 1617
- Jochen Klepper (1903–1942), journaliste et écrivain , y est né.

## Relations internationales

### Jumelages
La ville a signé des jumelages avec :
- Pößneck (Allemagne)